# Fenestella barrisi
Fenestella barrisi är en mossdjursart som först beskrevs av McNair 1940.  Fenestella barrisi ingår i släktet Fenestella och familjen Fenestellidae. Inga underarter finns listade i Catalogue of Life.